# 科紐什基-科羅利夫斯基

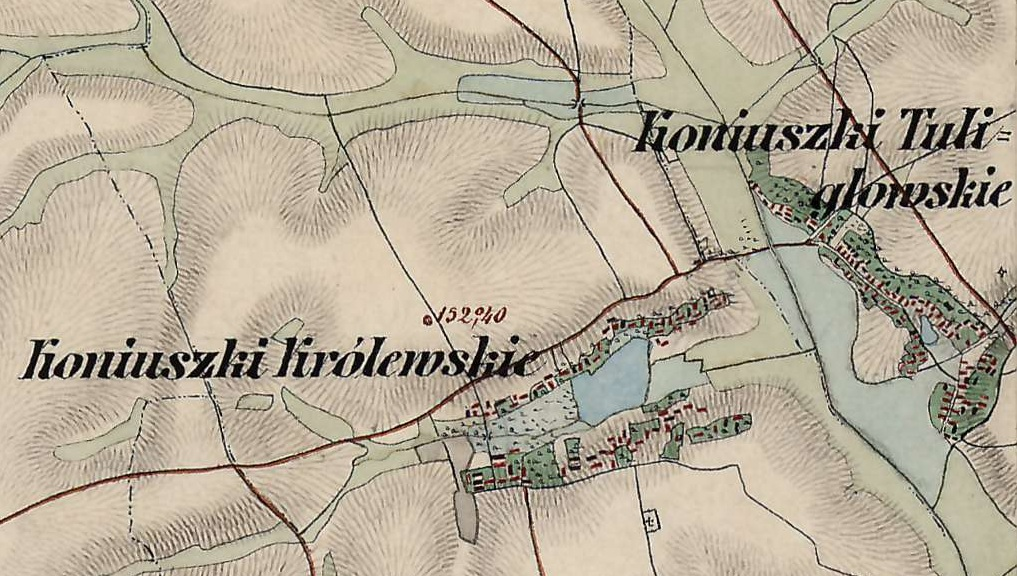

科紐什基-科羅利夫斯基（羅馬化：Koniushky-Korolivski）是烏克蘭西部利維夫州桑比爾區魯德基市鎮的村莊。該村始建於1524年，面積2.16平方公里，海拔高度272米，2001年人口474，人口密度每平方公里219.14人。